# 1990-ті

## Події

### Геополітична ситуація
- 1992—2000 — президенство в США Білла Клінтона.
- 1991—1999 — президенство в Росії Бориса Єльцина.

### Економічні події
- 1990-ті стають рядом трансформаційних етапів економік СЦЄ, Азії, Америки, переділом світу
- 1994 — валютна криза в  Мексикі

### В Україні
- Ключова подія в історії України — зростання екологічно-правозахисного руху, руху за перебудову, виникнення умов для проголошення Суверенітету та Незалежності України. Див. Історія України після 1991 (категорія).

- 21 січня 1990 — Живий ланцюг, майже три мільйони людей взялися за руки, з'єднавши Львів—Київ—Донецьк у день 71-річчя Злуки УНР і ЗУНР.
- 16 липня 1990 — Верховна Рада УРСР прийняла Декларацію про державний суверенітет України.
- 1 серпня 1990 — близько 500 тисяч осіб узяли участь у святкуванні 500-ліття Запорозького козацтва.
- 2—17 жовтня 1990 — у Києві триває Революція на граніті.
- 24 серпня 1991 — Україна здобула незалежність від СРСР.
- 1 грудня 1991 — відбувся всеукраїнський референдум з питання незалежності України.
- 1 грудня 1991 — відбулися перші вибори Президента України, на яких переміг Леонід Кравчук.
- 8 грудня 1991 — в Білорусі, у селі Віскули, біля Біловезької пущі, лідери трьох радянських республік — Росії, України та Білорусі Борис Єльцин, Леонід Кравчук і Станіслав Шушкевич — підписали угоду, згідно з якою Радянський Союз припинив існування як суб'єкт міжнародного права.

- 10 січня 1992 — в обіг введено купонокарбованці, що стали на заміну радянському рублю.
- 29 квітня 1992 — Національна збірна України з футболу провела свій перший матч в Ужгороді проти збірної Угорщини в якому поступилася з рахунком 1-3, єдиний у цьому матчі гол господарів забив Іван Гецко, ставши першим бомбардиром збірної України.
- 15 червня 1992 — розпочав мовлення перший український приватний телеканал ICTV.
- 21 липня 1992 — військовий конфлікт України і Росії через бунт на кораблі СКР-112.
- 7 червня 1993 — наймасовіший страйк шахтарів Донбасу за всю історію України, який перекинувся на інші галузі промисловості. Страйкарі висунули не лише економічні вимоги, а й політичні — надати Донбасу регіональну автономію, провести в країні референдум щодо довіри Президентові, Верховній Раді і радам усіх рівнів. Страйк набув апогею 14—15 червня.
- 16 червня 1993 — відбувся перший дзвінок з мобільного телефону в Україні, що вважається днем створення «Українського Мобільного Зв'язку» (UMC). Президент України Л. М. Кравчук в присутності десятків телекамер і сотень журналістів у прямому ефірі національного телебачення здійснив перший офіційній в історії України дзвінок з мобільного телефону.

## Технології
- Бізнес: Balanced Scorecard (BSC)

### Розвиток інформаційних технологій
- 1990—1991 Тім Бернерс-Лі розробив HTML і написав браузер та серверне програмне забезпечення для запропонованої гіпертекстової системи документів. Опубліковано перший загальнодоступний опис мови розмітки HTML, відомий як документ «HTML теги» (HTML Tags).
- 1993 Спеціальна Комісія Інтернет-розробок опублікувала першу специфікацію HTML: «Hypertext Markup Language (HTML)» Internet-проєкт [Архівовано 15 квітня 2009 у Wayback Machine.].
- 1993 опубліковано Internet-проєкт Дейва Раджетта «HTML+ (Hypertext Markup Format)».
- 1994 Спеціальною Комісією Інтернет-розробок створено Робочу Групу HTML (HTML Working Group).
- 1994 Засновано Консорціум Всесвітньої павутини.
- 1995 опублікований стандарт HTML 2.0 [Архівовано 9 лютого 2010 у Wayback Machine.].
- 1996 опубліковано Internet-проєкт специфікація HTML 3.0 [Архівовано 16 квітня 2009 у Wayback Machine.]
- 1997 Консорціумом Всесвітньої павутини опубліковано HTML 3.2 Reference Specification [Архівовано 19 червня 2010 у Wayback Machine.]
- 1998 Консорціумом Всесвітньої павутини опубліковано специфікація HTML 4.0 [Архівовано 27 липня 2008 у Wayback Machine.]
- 1999 Консорціумом Всесвітньої павутини опубліковано специфікація HTML 4.01 [Архівовано 6 червня 2014 у Wayback Machine.]

## Економіка
- економічні кризи Азії, Росії та Бразилії (1998–99)

## Відомі люди

### Політики
| - Джон Мейджор - Тоні Блер - Гельмут Коль - Герхард Шредер - Франсуа Міттеран - Жак Ширак - Сільвіо Берлусконі - Романо Проді - Феліпе Гонсалес - Хосе Марія Аснар - Слободан Милошевич - Мілан Мілутинович - Киро Глигоров - Мілан Кучан - Франьо Туджман - Алія Ізетбегович - Вацлав Гавел - Міхал Ковач - Звіад Гамсахурдіа - Едуард Шеварднадзе - Леннарт Мері - Ґунтіс Улманіс - Вайра Віке-Фрейберга - Альгірдас Бразаускас - Валдас Адамкус - Станіслав Шушкевич - Олександр Лукашенко - Лех Валенса - Олександр Квасневський - Леонід Кравчук - Леонід Кучма - Мірча Снєгур - Петро Лучинський - Михайло Горбачов - Борис Єльцин | - Джордж Герберт Вокер Буш - Білл Клінтон - Нельсон Мандела - Фредерік Віллем де Клерк - Уго Чавес - Фідель Кастро - Іцхак Рабин - Біньямін Нетаньягу - Ясір Арафат - Саддам Хусейн - Муаммар Каддафі - Цзян Цземінь - Ле Дик Ань - Кім Ір Сен - Кім Чен Ір - Іван Павло II - Діана, принцеса Уельська - Пунсалмаагійн Очірбат - Нурсултан Назарбаєв - Аскар Акаєв - Іслам Карімов - Сапармурат Ніязов - Аяз Муталібов - Абульфаз Ельчибей - Левон Тер-Петросян - Роберт Кочарян - Алі Хаменеї - Алі Акбар Хашемі Рафсанджані - Мохаммад Хатамі - Тургут Озал - Сулейман Демірель - Пол Кітінг - Джим Болджер |

### Спортсмени
| - Майкл Джордан - Шакіл О'Ніл - Андре Агассі - Піт Сампрас - Тайґер Вудс - Ленс Армстронг - Майк Тайсон - Евандер Холіфілд - Оскар Де Ла Хойя - Рой Джонс - Вейн Грецкі - Жак Вільнев - Дієго Марадона - Габрієль Батістута - Айртон Сенна - Ромаріу - Роналду - Рівалду - Роберто Карлос - Кафу - Зінедін Зідан - Тьєррі Анрі - Фаб'єн Бартез - Ерік Кантона - Ален Прост - Юрген Клінсманн - Лотар Маттеус - Маттіас Заммер | - Міхаель Шумахер - Штеффі Граф - Борис Бекер - Леннокс Льюїс - Алан Ширер - Девід Бекхем - Майкл Оуен - Роберто Баджо - Франко Барезі - Паоло Мальдіні - Крістіан Вієрі - Алессандро Дель П'єро - Марко ван Бастен - Деніс Бергкамп - Патрік Клюйверт - Міка Хаккінен - Мартіна Хінгіс - Давор Шукер - Христо Стоїчков - Віктор Онопко - Сергій Юран - Олександр Карелін - Сергій Бубка - Андрій Шевченко - Оксана Баюл - В'ячеслав Олійник - Лілія Подкопаєва - Катерина Серебрянська |